# 人馬座星流
人馬座星流是天文學中一個由恆星組成，長且複雜的結構，它環繞著銀河系的軌道幾乎是越過極點的繞極軌道。它是人馬座矮橢圓星系與銀河系合併的數十億年過程中產生的，是被潮汐力剝離出來的恆星。

## 發現
這個星流是唐納德·林登貝爾在1995年最早提報，它是在分析銀河系中的球狀星團分佈時發現的，實際的結構被紐柏克等人(2002)和Majewski等人 (2003)使用來自2MASS和SDSS的資料確認。在2006年，Belokurov和他的合作伙伴發現人馬座星流有兩條分支。

## 與螺旋臂分層的聯繫
恆星支離破碎的散佈，顯示在不明確的過去曾有一次大規模入侵，在擠入銀河系的螺旋臂時，似乎有類似聲波的振盪通過銀河系。現今，觀察到振盪的效應，在太陽系的上方和下方，螺旋臂的分布呈現垂直的層狀堆疊，恆星的分布是疏密交替。目前，人馬座星流被定位在觀測到的圖層，因此它的母體，最有可能的候選者就是人馬座矮橢圓星系，它的入侵留下了對螺旋臂的擾動。

## 外部連結
- Deriving The Shape Of The Galactic Stellar Disc (SkyNightly) March 17, 2006
- Deriving the shape of the Galactic stellar disc（页面存档备份，存于）, A&A press release, March 16, 2006